# Mại Lai Địch
Mại Lại Địch (tiếng Hoa: 邁來迪, tiếng Mông Cổ: Маалайдай; ? - 1320) là nguyên phối của Nguyên Minh Tông Hòa Thế Lạt, Hoàng đế thứ 9 của nhà Nguyên trong lịch sử Trung Quốc. Bà là sinh mẫu của Nguyên Huệ Tông Thỏa Hoan Thiết Mộc Nhĩ, Hoàng đế cuối cùng của triều Nguyên.
Bà chưa bao giờ làm Hoàng hậu khi còn sống, chỉ được truy phong Hậu vị vào năm 1336 sau khi con trai bà kế vị.

## Cuộc đời
Mại Lai Địch xuất thân bộ tộc Cát La Lộc, còn gọi là Hãn Lộc Lỗ. Là hậu duệ của Quận vương A Nhi Tư Lan (Arslan; 阿儿厮兰). Theo Tân Nguyên sử, ông nội bà là A Lý Thuật Ngột (阿里术兀), phụ thân là Thiết Mộc Điệp Nhi (帖木迭儿).
Không rõ năm bà gả cho Nguyên Minh Tông Hòa Thế Lạt. Khi đó ông còn là Chu vương ở đất Trung Á, còn bà là nguyên phối, sơ phong [Chu Vương phi; 诸王妃]. Ngày 25 tháng 5 năm 1320, bà sinh Trưởng tử Thỏa Hoan Thiết Mộc Nhĩ (sau là Nguyên Huệ Tông). Cùng năm đó qua đời, có thể do hậu sản.
Năm 1333, con trai bà là Thỏa Hoan Thiết Mộc Nhĩ đăng cơ, tức Nguyên Huệ Tông. Năm Chí Nguyên thứ 2 (1336), Huệ Tông truy phong bà thụy hiệu [Trinh Dụ Huy Thánh Hoàng hậu; 貞裕徽聖皇后].